# Ulug-beg
Ulug-beg (Sultanija, Iran, 22. ožujka 1394. – Samarkand, Uzbekistan, 27. listopada 1449.), mongolski astronom i matematičar. Unuk Timurov; sultan od 1447. U Samarkandu je 1420. osnovao medresu (učilište), u koju je pozvao slavne islamske matematičare i astronome, a 1428. izgradio je astronomski opservatorij. Kako nije imao teleskop, istraživanja je mogao unaprijediti jedino povećanjem astronomskih instrumenata; tako je na primjer izgradio sekstant polumjera 36 metara i gnomon duljine 50 metara. Izradio je zvjezdani katalog položaja 992 zvijezde, odredio duljinu zvjezdane godine na 365 dana, 6 sati, 10 minuta i 8 sekundi, te trigonometrijske tablice (sinus i tangens) s pouzdanom točnošću do osmoga decimalnog mjesta. Po njemu su nazvani krater na Mjesecu (Ulugh Beigh) i planetoid (2439 Ulugbek).
Dao je sagraditi niz džamija, karavan-saraja i medresa oko tržnice u Registanu, glavnom trgu u Samarkandu. Zgrade po sebi imaju pločice i mozaike, koji se sastoje od sitnih komadića. Pročelja, središnja dvorišta, minareti i kupole, prekriveni su tisućama sjajnih i šarenih keramičkih komada. Na pločicama se mogu vidjeti i zvijezde zbog Ulug-begove ljubavi prema astronomiji.

## Zvjezdani katalog
Zvjezdani katalog je popis zvijezda i drugih nebeskih tijela, poredanih prema zvjezdanim koordinatama i važnijim svojstvima. 
Najraniji poznati zvjezdani katalog izradili su Babilonci oko 1500. pr. Kr., kada su na glinenim pločicama naveli popis od 36 zvijezda s opisom njihova položaja na nebu. Položaj manje sjajnih zvijezda opisan je u odnosu na sjajnije zvijezde. Grčki astronom Eudoks iz Knida u svojem je katalogu Pojave (grč. Φαινόμενα) oko 370. pr. Kr. popisao klasična zviježđa, opisao položaje zvijezda u njima i naveo vremena njihova izlaska i zalaska. U 3. stoljeću pr. Kr. grčki astronomi Timoharid i Aristil izradili su katalog u kojem su položaje zvijezda odredili u odnosu na ekliptiku. Oko 130. pr. Kr. Hiparh iz Nikeje izradio je zvjezdani katalog s položajima i prividnim magnitudama za oko 850 zvijezda. U svojem djelu Almagest Klaudije Ptolemej je oko 150. objavio katalog zvijezda s položajima i prividnim magnitudama za 1 022 zvijezde. Perzijski astronom Abd al-Rahman al-Sufi u svojoj Knjizi o zvijezdama stajačicama (arap. Kitāb al-kawākib al-thābita al-musawwar, 964.) ažurirao je i dopunio Ptolemejev katalog te zabilježio položaje, magnitude i boje za 1018 zvijezda. Mongolski astronom Ulug-beg izradio je 1437. katalog položaja 992 zvijezda, Johannes Kepler je 1627. izdao Rudolfinske tablice (lat. Tabulae Rudolphinae) s katalogom koji je obuhvaćao podatke za 1 005 zvijezda. 